# Francoski evrokovanci
Francoski evrokovanci imajo na hrbtni strani tri različne motive:
- 1/2/5 stotinov: Portret Marianne, ki simbolizira Republiko Francijo (oblikoval Fabienne Courtiade),
- 10/20/50 stotinov: Podoba sejalke, motiv iz kovancev prejšnje francoske valute, francoskega franka (oblikoval Laurent Jorio),
- 1/2 evra: Stilizirano drevo v šestkotniku z geslom Liberté, égalité, fraternité (Svoboda, enakost, bratstvo) (oblikoval Joaquim Jimenez).

Na vseh kovancih je upodobljenih še dvanajst zvezd, ki so simbol Evropske skupnosti, letnica kovanja in črki "RF" za République Française (francosko Republika Francija). 

## Podoba francoskih evrokovancev
| Francoski evrokovanci – zadnja stran                                                          | Francoski evrokovanci – zadnja stran | Francoski evrokovanci – zadnja stran                                          |
| 0,01 €                                                                                        | 0,02 €                               | 0,05 €                                                                        |
| --------------------------------------------------------------------------------------------- | ------------------------------------ | ----------------------------------------------------------------------------- |
|                                                                                               |                                      |                                                                               |
| Marianne, simbol Republike Francije                                                           |                                      |                                                                               |
| 0,1 €                                                                                         | 0,2 €                                | 0,5 €                                                                         |
|                                                                                               |                                      |                                                                               |
| Sejalka, motiv iz prejšnje valute, francoskega franka                                         |                                      |                                                                               |
| 1 €                                                                                           | 2 €                                  | Rob kovanca za 2 €                                                            |
|                                                                                               |                                      | Številka 2 med dvema zvezdicama, izmenično obrnjena na glavo, skupaj šestkrat |
| Stilizirano drevo življenja, upodobljeno v šestkotniku ter geslo Liberté, égalité, fraternité |                                      |                                                                               |
|                                                                                               |                                      |                                                                               |